# MESHサポート
MESHサポート（メッシュサポート）とは、島嶼県である沖縄県の僻地･離島の医療格差改善のため、医療用航空機を活用した医療支援活動に取組むNPO法人。
MESHはMedical Evacuation Service with Helicopterの頭文字から成り『メッシュ』と発音する。

## 沿革
- 2007年6月16日 : 沖縄県北部地域にて北部地区医師会の費用負担による民間救急ヘリ（MESHヘリ）運航を開始[1]。
- 2008年
  - 5月23日 : 北部地区医師会新執行部にて財政的な理由からMESHヘリ運航を終了。特定非営利活動法人による運航再開を目指す[2]。
  - 11月14日 : 沖縄県より特定非営利活動法人の認証を受け、MESHヘリ再開に向けた資金造成活動を開始[2]。
- 2009年6月15日 : 造成資金を財源に特定非営利活動法人によるMESHヘリ運航を再開。
- 2011年10月31日 : 運航財源の不足によりMESHヘリ運航を休止。航空機の自主運航による事業の効率化を目指す。
- 2013年6月3日 : 自主運航によるMESHヘリ運航を再開。
- 2015年6月1日 : 南西諸島全域における搬送体制・医師等派遣体制の促進を目指し、MESH飛行機の試行運航を開始。
- 2018年11月1日 : 沖縄県本島北部地域における救急ヘリ活動を終了し、南西諸島全域おける救急飛行機活動に移行。ビーチクラフト ボナンザ（活動半径700km）
- 2020年10月1日 : 北部広域市町村圏事務組合より沖縄北部地域救急救助ヘリ運営業務を受託し、沖縄県北部で医療用ヘリ(やんばるレスキューヘリ)の運営を再開。
- 2022年
  - 3月12日 : 伊江島空港で連続離着陸訓練を実施していたボナンザ（JA4577）が着陸進入中に空港敷地内に墜落し、乗員2名が死亡した。また、この事故を受けてすべての航空機の運用を自粛した。[3]
  - 4月1日 : 北部地域救急救助ヘリの運用を再開。

## 使用航空機
- ビーチクラフト A36

- アエロスパシアル AS350B

## 参考資料
- 小濱正博『翼に命をたくして 民間救急ヘリMESHの奇跡、その記録』沖縄タイムス社、2011年3月。ISBN 978-4871272001。
- “沖縄離島の急病患者を救うために医療用飛行機を購入したい！”. クラウドファンディング Readyfor (レディーフォー). 2019年3月11日閲覧。 “2015年6月1日(月)23:00 支援人数 457人 総額 36,291,000円で、このプロジェクトは成立しました。”